# Huntsville (Arkansas)
Pour les articles homonymes, voir Huntsville.
Huntsville est une ville de l'Arkansas, dans le comté de Madison, aux États-Unis.

## Démographie
| 1850 | 1860 | 1870 | 1880 | 1890 | 1930 | 1940 | 1950  |
| ---- | ---- | ---- | ---- | ---- | ---- | ---- | ----- |
| 255  | 251  | 224  | 312  | 362  | 602  | 776  | 1 010 |

| 1960  | 1970  | 1980  | 1990  | 2000  | 2010  | - | - |
| ----- | ----- | ----- | ----- | ----- | ----- | - | - |
| 1 050 | 1 287 | 1 394 | 1 605 | 1 931 | 2 346 | - | - |

## Patrimoine religieux
- Église Saint-Jean (catholique)

## Personnalités liées à Huntsville
- Ronnie Hawkins (1935-2022) : musicien, né à Huntsville ;
- Orval Faubus (1910-1994) : homme politique américain, est né et a vécu à Huntsville.

## Source
- (en) Cet article est partiellement ou en totalité issu de l’article de Wikipédia en anglais intitulé « Huntsville, Arkansas » (voir la liste des auteurs).